# هنري كوربولد (رسام)
كان هنري كوربولد (11 أغسطس 1787 - 9 ديسمبر 1844) فنانًا ورسامًا إنجليزيًا.

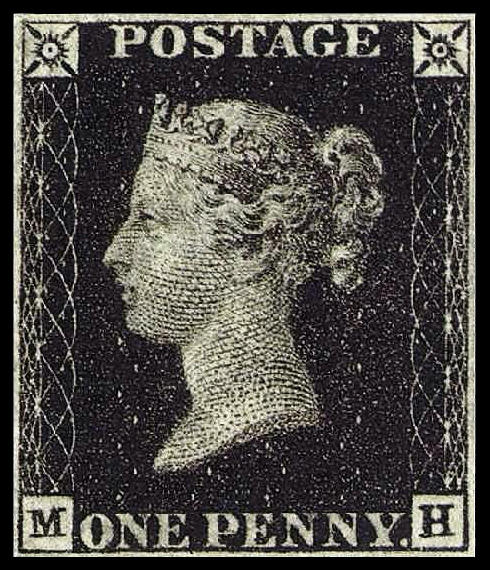
كانت صورة الملكة فيكتوريا الموجودة على طابع البريد اللاصق الأول في العالم، بيني بلاك، مستندة إلى رسم تخطيطي لكوربولد.

## حياته
وُلِد هنري كوربولد في لندن، في 11 أغسطس 1787. وكان الابن الثالث لريتشارد كوربولد وشارلوت فيليبسون. درس الرسم مع والده، وتم قبوله في سن مبكرة كطالب في الأكاديمية الملكية، تحت إشراف فوسيلي، حيث حصل على الميدالية الفضية لدراسة من الحياة. أثناء وجوده في الأكاديمية، أقام صداقات مع فلاكسمان وستوثارد وويست وشانتري وويستماكوت. جلس عدة مرات كنموذج لويست الذي رُسم رأسه في صورة "رفض المسيح" لرأس القديس يوحنا؛ كما هو الحال أيضًا في صورة "المسيح يشفي المرضى في الهيكل" في المعرض الوطني. في عام 1808 عرض لوحة "كوريولانوس"؛ وفي العام التالي "فراق هيكتور وأندروماك"، و"ثيتيس تُريح أخيل"، إلخ. لكن اسمه لم يكن معروفًا لدى العامة إلا كمصمم كتب، إذ انشغل وقته تقريبًا برسم رسومات من الرخام القديم الذي كان بحوزة نبلاء إنجليز مختلفين. نُقشت رسومات تماثيل دير ووبرن الرخامية، المصنوعة لدوق بيدفورد، لكنها لم تُتداول إلا بين قلة من أصدقاء سموه المقربين. وكان هذا هو الحال أيضًا مع تلك التي نُفذت لإيرل إجريمونت.
كانت مجموعة الرخام القديمة في المتحف البريطاني، التي عمل عليها هنري قرابة ثلاثين عامًا، قيد النشر وقت وفاتهِ. كما عمل أحيانًا في رسم رسومات لجمعيتي الهواة والآثار، اللتين كان عضوًا فيهما. كان مخلصًا للفن، ولم يتفوق عليهِ في المعرفة المهنية إلا القليل؛ فلم يكن أي رسام في عصرهِ أكثر إلمامًا بالرسم؛ ويمكن الإشارة إلى نسخهِ من الأعمال القديمة على أنها نماذج للدقة والصدق. ولم يكن خاليًا من الخيال والإبداع بأي حال من الأحوال: فبعض رسوم كتبهِ من أروع وأجمل إنتاجات عصره؛ وقليل من المصممين هم الذين استوعبوا روح المؤلف أكثر من أي وقت مضى.
وكان ابنه إدوارد هنري كوربولد فنانًا أيضًا.

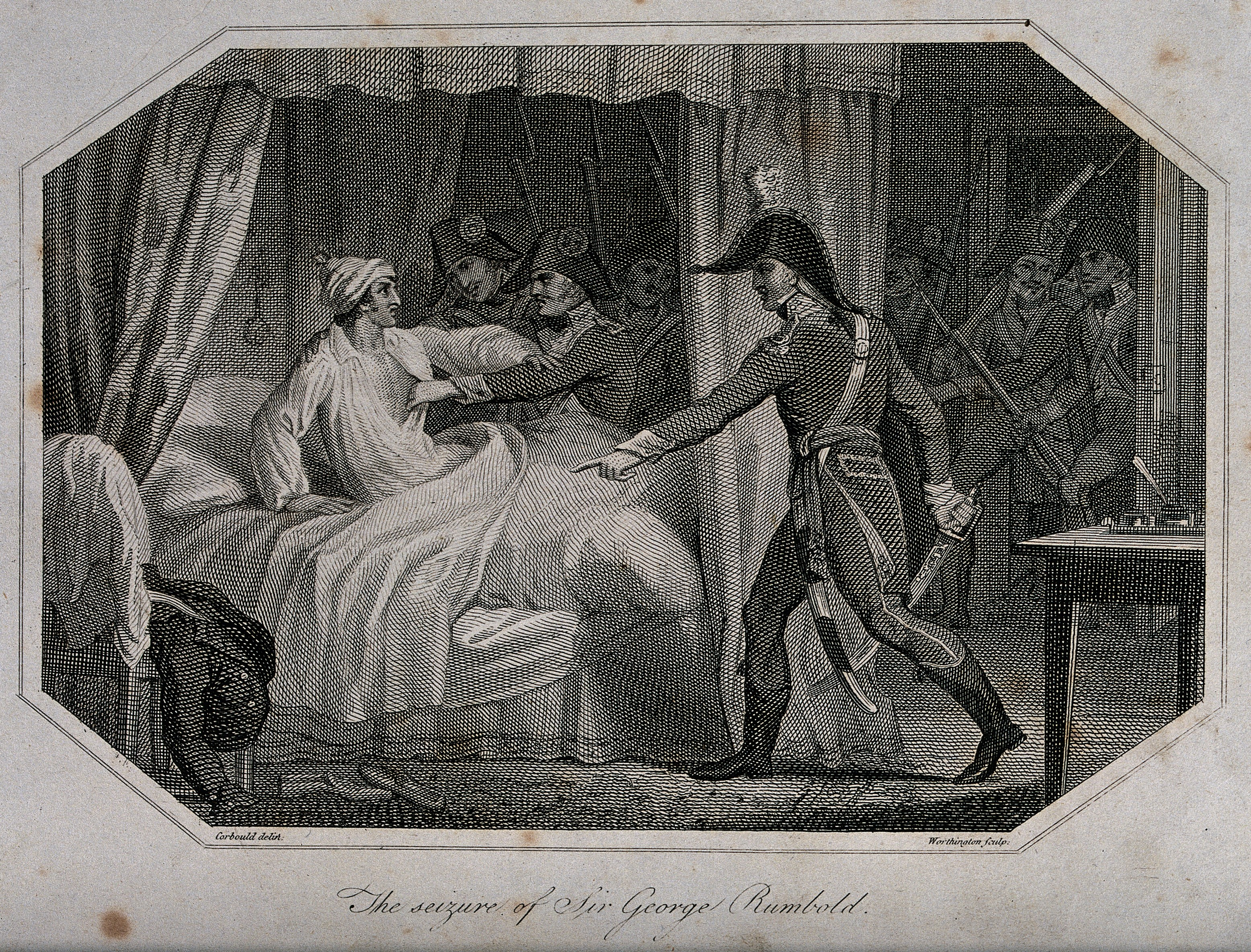
من أعمال هنري كوربولد - القبض على السير جورج رامبولد من قبل القوات الفرنسية في غرفة نومهِ في هامبورغ ليلة 25 أكتوبر 1804. نقش خطي مع حفر بواسطة دبليو. إتش. ورثينجتون، 1804.

## وفاته
توفي كوربولد في روبرتسبريدج، في 9 ديسمبر 1844، بسبب نوبة سكتة دماغية، يُفترض أنها ناجمة عن التعرض للبرد.